# Пудова, Анфиса Николаевна
Анфиса Николаевна Пудова (1916, Анюша — не ранее 1999) — советский хозяйственный, государственный и политический деятель.

## Биография
Родилась в 1916 году в деревне Анюша (ныне — в Княжпогостском районе Республики Коми). Член ВКП(б).
С 1926 года — на хозяйственной, общественной и политической работе. В 1926—1966 гг. — на лесозаготовках, зимой на вывозке леса, летом на сплавных работах в леспромхозах Коми АССР, передовик лесозаготовок и сплава, стахановка-тысячница лесной промышленности, участница Всероссийского слета передовиков-лесозаготовителей, инструктор Усть-Вымского райкома ВКП(б), начальник районной кустовой промышленной артели в с. Усть-Вымь.
Избиралась депутатом Верховного Совета СССР 1-го созыва.
Умерла после 1998 года.